# Andrzej Zajączkowski (filmowiec)
Andrzej Zajączkowski (ur. 1 września 1936 w Warszawie, zm. 28 sierpnia 2023 tamże) − polski reżyser i scenarzysta filmów dokumentalnych, dyplomata.

## Życiorys
Absolwent Liceum im. Tadeusza Reytana w Warszawie, Wydziału Rehabilitacji Akademii Wychowania Fizycznego w Warszawie i Wydziału Filmowego i Telewizyjnego Akademii Sztuk Scenicznych w Pradze (FAMU) (1971). W 1980 roku nakręcił wraz z Andrzejem Chodakowskim film dokumentalny Robotnicy ’80 o strajku w Stoczni Gdańskiej w sierpniu 1980 roku; w 1981 roku otrzymał on nagrodę Międzynarodowej Federacji Krytyków Filmowych (FIPRESCI) na 11. Międzynarodowym Festiwalu Filmów Krótkometrażowych i Dokumentalnych w Lille we Francji. Wcześniej Andrzej Zajączkowski otrzymał również nagrody za inne filmy, m.in. „Srebrnego Lajkonika” za film Ósmy kontynent (1974) i dwukrotnie „Brązowego Lajkonika” za filmy Temperatura wrzenia (1976) oraz Zwycięzcy (1978) na Ogólnopolskim Festiwalu Filmów Krótkometrażowych w Krakowie. Film Okruch lustra uzyskał nagrodę „Złoty Szczupak” na Festiwalu Polskiej Twórczości Telewizyjnej w Olsztynie (1979), a także nagrody na XXVIII Międzynarodowym Festiwalu Filmowym w Mannheim (1979) i na VIII Międzynarodowym Festiwalu Filmów Krótkometrażowych i Dokumentalnych w Lille (1979).
W lutym 1982 roku, po wprowadzeniu stanu wojennego w Polsce, Andrzej Zajączkowski został zwolniony z pracy w Wytwórni Filmów Dokumentalnych w Warszawie i do 1989 roku współpracował z podziemną Oficyną Wydawniczą NOWA jako montażysta kaset dźwiękowych. W latach 1990−1995 był dyrektorem Instytutu Polskiego w Pradze. Członek Stowarzyszenia Filmowców Polskich.